# Utto z Metten

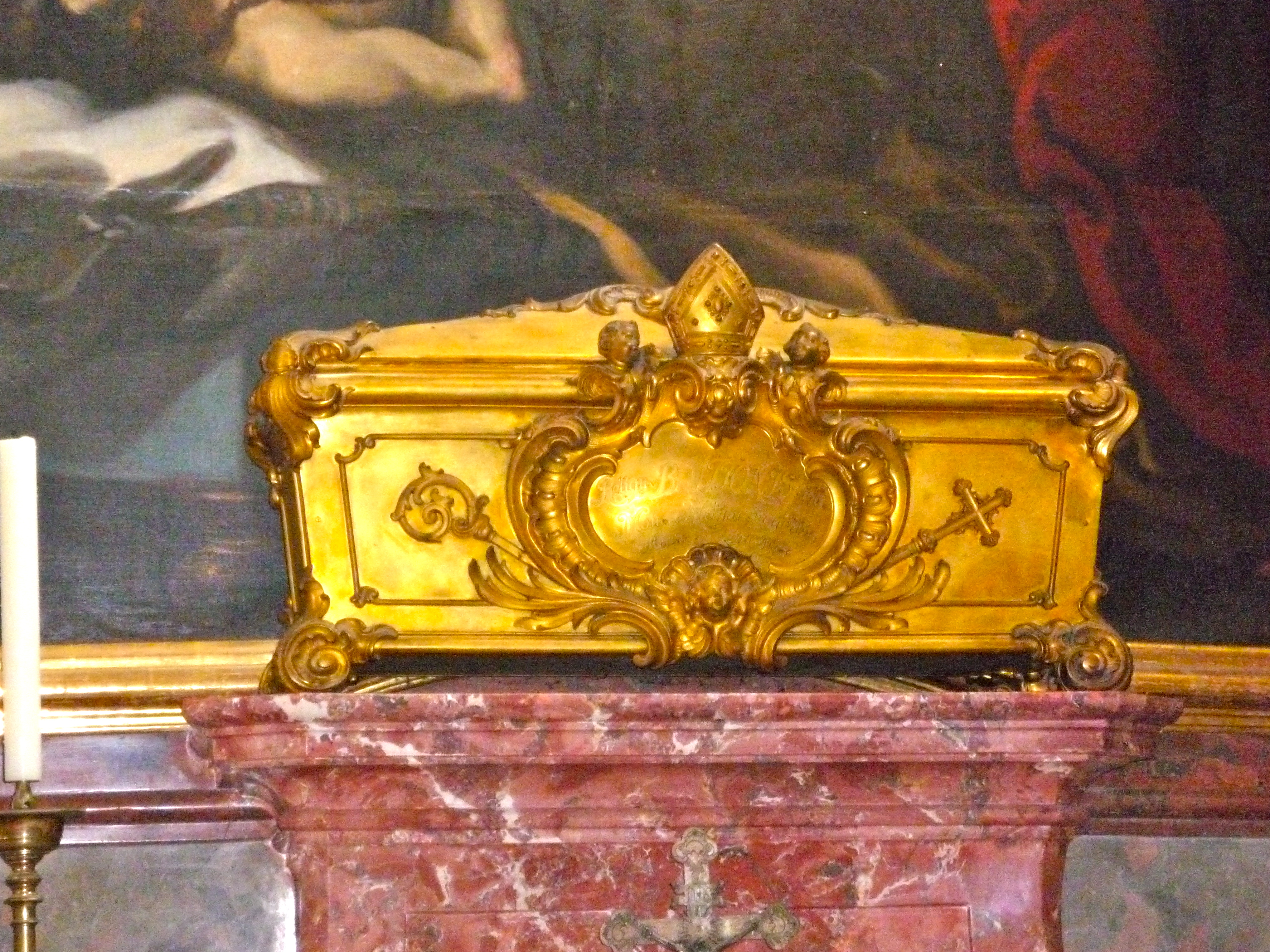
Relikwiarz Uttona znajdujący się w klasztorze w Metten.

Utto z Metten (ur. ok. 750 w Mediolanie; zm. 3 października 829 w Metten) – błogosławiony Kościoła katolickiego.

## Życiorys
Informacje o życiu Uttona potwierdza lista członków bractwa z Reichenau.
Był pustelnikiem w lesie nad brzegiem Dunaju. Został mianowany przez Karola Wielkiego pierwszym przeorem klasztoru benedyktynów w Metten. Jego działalność, a także łączność z uczestnikami synodu w Dingolfin i saldzburskim opactwem „Świętego Piotra”. Zmarł w opinii świętości, jak się przyjmuje zgodnie z tradycją, 3 października. Kult Uttona zaaprobował papież Pius X 25 sierpnia 1909 roku, a wspomnienie obchodzone jest w dzienną rocznicę śmierci.